# Zoanthidae
Zoanthidae es una familia de animales marinos que pertenecen al orden Zoantharia de la clase Anthozoa.

## Géneros
El Registro Mundial de Especies Marinas (WoRMS) y el Centro Nacional para la Información Biotecnológica (NCBI) distinguen los siguientes géneros:
- Acrozoanthus Saville-Kent, 1893
- Isaurus Gray, 1828
- Zoanthus Lamarck, 1801 (genus típico)

ITIS incluye los siguientes géneros en la familia Zoanthidae:
- Isaurus Gray, 1828
- Palythoa Lamouroux, 1816
- Zoanthus Lamarck, 1801